# جورج بيري (عسكري)
جورج بيري (بالإنجليزية: George Berry)‏ هو عسكري أسترالي، ولد في 18 مايو 1913 في Maylands, Western Australia ‏ في أستراليا، وتوفي في 4 أبريل 1998 في Carnarvon, Western Australia ‏ في أستراليا.